# Poupée de cire, poupée de son
«Poupée de cire, poupée de son» ([puˈpe də siːʁ puˈpe də sɔ̃])[уточнить] — песня, исполненная французской певицей Франс Галль. Автор слов и музыки — поэт и композитор Серж Генсбур. Композиция заняла первое место на «Евровидении-1965» и оказала значительное влияние на дальнейшее развитие конкурса.

## Предыстория

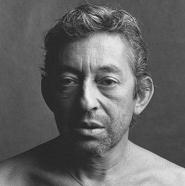
Серж Генсбур — автор песни «Poupée de cire, poupée de son»

В 1963 году продюсером Франс Галль стал Дени Буржуа, который познакомил певицу с Сержем Генсбуром. К тому моменту Генсбур переживал творческий кризис. Критики не принимали его сольное творчество, обвиняя в том, что его песни полны цинизма и чёрного юмора, и называли исполнителя циником, пессимистом и нигилистом.
Неудачи в сольной карьере заставили Генсбура попробовать себя в качестве автора песен для других исполнителей. Позже он нашёл в этом экономическую выгоду для себя: «Я сделал простой математический расчёт. Я записываю двенадцать песен, 33 оборота, хорошее издание, красивая обложка, песни, доведённые до совершенства… Из этих двенадцати песен две крутят по радио, остальные десять полностью игнорируются. Я пишу двенадцать песен для двенадцати разных исполнителей, и все двенадцать становятся хитами». В написании песен для других исполнителей Генсбур видел и творческую выгоду: «Для себя я работаю в более авангардном стиле. Всё довольно просто, я могу делать всё, что угодно. Одну песню для Жюльетт Греко, другую для Франс Галль, третью для себя. Три стиля». До момента знакомства с Франс Галль Серж Генсбур работал с такими исполнительницами, как Жюльетт Греко, Петула Кларк, Мишель Арно и Брижит Бардо.
В 1964 году Дени Буржуа предложил Генсбуру написать несколько шлягеров для своей подопечной. Серж Генсбур принял предложение и до «Евровидения» успел написать для Франс Галль две песни: «N'écoute pas les idoles» и «Laisse tomber les filles». Синглы с этими композициями имели успех на музыкальном рынке, а исполнительница стала звездой йе-йе-сцены во Франции.
Франс Галль нравилось сотрудничество с Сержем Генсбуром. Ей импонировали его человеческие качества: застенчивость, элегантность и воспитанность. Молодой певице нравились и песни композитора.
Через год вещатель RTL выбрал Франс Галль в качестве представительницы Люксембурга на конкурсе песни «Евровидение-1965». Среди десяти предложенных ей песен она выбрала композицию Сержа Генсбура под названием «Poupée de cire, poupée de son».

## Музыка и текст песни
«Poupée de cire, poupée de son» — это композиция в жанре «йе-йе». В 1960-е годы это был доминирующий стиль во французской популярной музыке, который сочетал в себе электронное, рок-н-ролльное и блюзовое звучание. Песня записана под сопровождение акустической гитары, электрогитары, бас-гитары, духовых инструментов, скрипки и ударных. Песня записана в быстром темпе (150 ударов в минуту), в тональности фа минор, в размере такта в 4/4. При написании песни Генсбур был вдохновлён сонатой № 1 для фортепиано Бетховена.
Лирической героиней песни является восковая кукла, которая рассказывает о своей жизни и своих проблемах. Текст песни является метафорой. Образ куклы напоминает саму певицу и историю её жизни и творчества: «кукла» поёт о том, что её сердце выгравировано в песнях, а её диски — это зеркало, в котором каждый может увидеть её. Главная героиня слышит смех тряпичных кукол, которые танцуют под её песни. Слово «cire» в переводе с французского означает «воск». Из воска сделана кукла, также им были покрыты первые грампластинки. Слово «son» имеет несколько значений: «отруби» и «звук». Это создаёт в песне игру слов: кукла может быть набита отрубями, а может издавать звуки. «Poupée de cire, poupée de son» — это история молодой наивной певицы, которая является марионеткой в руках продюсеров и вынуждена записывать песни, которые зачастую ей не нравятся (так было и в жизни самой Франс, которая ненавидела песню «Sacré Charlemagne»). Также в песне есть намёки и на личную жизни «куклы», которая «поёт песни о любви, ничего не зная о мальчиках».
Семнадцатилетняя Франс Галль спела о своей жизни, возможно, не особо понимая смысл песни.

## На Евровидении

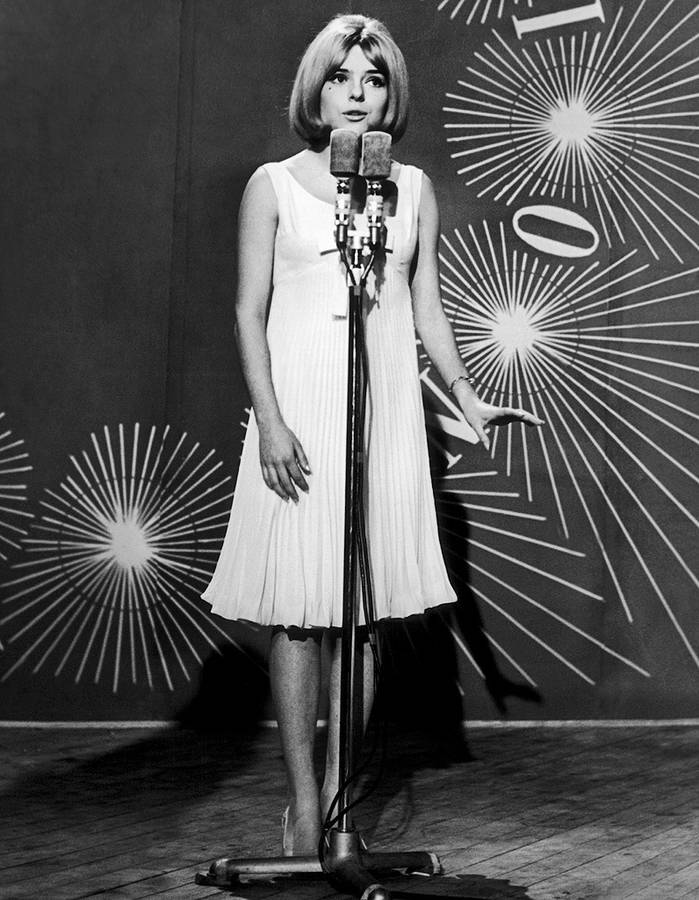
Выступление Франс Галль на Евровидении-1965

Конкурс «Евровидение» прошёл 20 марта 1965 года в Неаполе. Франс Галль, представлявшая Люксембург, не была фавориткой конкурса. На репетициях она выступала настолько неудачно, что оркестр, который аккомпанировал певице, освистал её. Также музыкантам не нравился быстрый темп песни, не характерный для композиций «Евровидения» того времени. После инцидента Серж Генсбур грозился снять песню с конкурса, но этого в итоге не произошло.
Провал на репетиции не помешал Франс Галль удачно выступить на самом конкурсе. Певица выступила под номером 15 после датчанки Биргит Брюль с песней «For din skyld» и перед Виктором Клименко, который представлял Финляндию с песней «Aurinko laskee länteen». Из-за неудачной репетиции Галль была настолько уверена в поражении, что покинула концертный зал сразу после основного выступления и направилась в ближайшее кафе, где и наблюдала за процедурой голосования по телевизору. Поняв, что её песня выигрывает, Франс Галль вернулась в концертный зал RAI. По результатам голосования представительница Люксембурга получила 32 балла (в том числе высшие оценки от жюри Нидерландов, Германии, Австрии и Финляндии) и заняла первое место, обойдя фаворитку — британку Кэти Кёрби.
В 2015 году во время интервью каналу France 2 Галль призналась, что несмотря на победу, у неё остались ужасные воспоминания о конкурсе. Сразу же после объявления результатов певица позвонила своему бойфренду Клоду Франсуа, чтобы поделиться с ним радостью победы. Вместо поздравлений Франсуа начал обвинять девушку в плохом исполнении песни, грубо с ней разговаривал и объявил ей о расставании прямо во время телефонного разговора. Кэти Кёрби, занявшая второе место, была настолько возмущена победой Галль, что после конкурса вошла в гримёрку певицы и дала ей пощёчину, сказав при этом, что считает результаты голосования сфальсифицированными. По словам Франс Галль, весь вечер она плакала в своём гостиничном номере, а на следующий день вернулась в Париж, чтобы помириться со своим молодым человеком. Из-за этого певица пропустила традиционную пресс-конференцию победителей «Евровидения».
«Poupée de cire, poupée de son» стала первой победной поп-песней на «Евровидении». Быстрая композиция выделилась на фоне многочисленных лирических баллад и оказала значительное влияние на стиль последующих песен конкурса.

## Международное признание песни и исполнителей

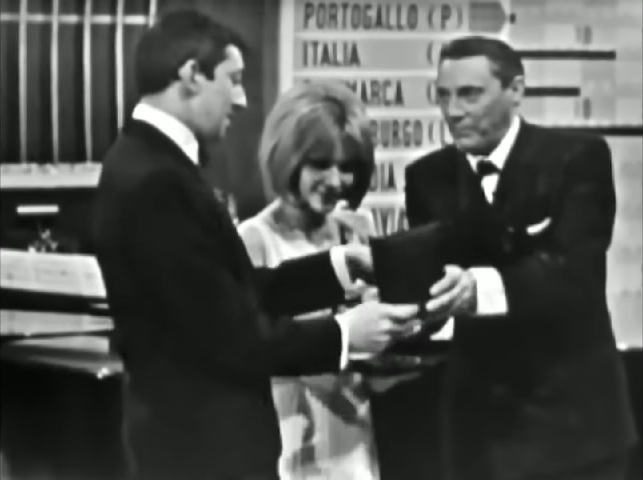
Франс Галль и Серж Генсбур на вручении Гран-При Евровидения

Я больше не пойду ни на какие уступки. <…> Когда я был подростком, гадалка предсказала, что успех ко мне придёт из-за границы. И вот, на конкурсе в Неаполе за меня не было подано ни одного голоса из Франции! За меня голосовала заграница. Что означает успех? Деньги? Я зарабатываю достаточно, чтобы тратить без счёту. Но успех, скорее, это когда сбываются мечты юности. В таком случае, я явно не преуспел. Я потерпел неудачу, ведь я хотел быть художником, но забросил живопись».
Победа на «Евровидении» принесла Франс Галль европейскую и даже мировую известность. Во Франции на следующий день после конкурса было продано 16 000 копий сингла. Через четыре месяца число проданных дисков достигло полумиллиона. Песня попала в музыкальные чарты многих европейских стран, а также в чарты Канады, Сингапура и Японии. После этого Франс Галль записала немецкую, итальянскую и японскую версии песни «Poupée de cire, poupée de son». В 1966 году певица отправилась в турне по Японии, а в последующие годы сделала карьеру в Германии.
Успех композиции принёс Сержу Генсбуру огромную коммерческую прибыль. На вопрос о том, что для него означает успех песни «Poupée de cire, poupée de son», Генсбур ответил в привычной для себя циничной манере: «Сорок пять миллионов фунтов». Но при этом добавил: «…и удовлетворение, конечно. Жаль только, что публике не нравится современный джаз. Я его очень люблю; по-моему, это удивительно эротичная музыка. Но я хочу нравиться публике и не стану её мучить».
При этом Генсбур часто говорил о том, что написание поп-песни было вынужденным для него шагом: «Публика, состоящая из снобов, аплодирует серьёзным вещам, но не покупает пластинок. В мюзик-холле публика аплодирует лёгким штучкам и именно она покупает диски». Генсбур добавлял, что у французской публики «аллергия на джаз», поэтому он резко сменил стиль и посвятил себя поп-музыке.
Однако песня принесла Генсбуру не только денежную прибыль, но и возможность реализовать себя в творческом плане. После «Евровидения-1965» музыкальный критик Бертран Дикаль сказал: «Генсбур навсегда вошёл в Пантеон французской песни вместе с Брассенсом, Брелем, Монтаном». После успеха на конкурсе Генсбур стал одним из самых востребованных музыкальных авторов в мире. В 1978 году, в эфире одной из телепередач, Серж Генсбур признался Мишелю Берже, мужу Франс Галль, что в 1965 году певица, исполнив песню «Poupée de cire, poupée de son», «спасла ему жизнь» и перед ним «открылись двери», хотя до этого он был «маргиналом».
После победы на конкурсе Франс Галль и Серж Генсбур продолжили сотрудничество, которое было прервано в 1967 году после нескольких скандальных песен.
Генсбур и в дальнейшем продолжил принимать участие в конкурсе «Евровидение» как автор песен. В 1967 году он написал для представительницы Монако Минуш Барелли песню «Boom Badaboum». Композиция заняла на конкурсе пятое место. В 1990 году французская певица Жоэль Урсулл исполнила песню на стихи Генсбура «White and Black Blues» и заняла второе место.
В 2005 году песня «Poupée de cire, poupée de son» стала одной из участниц специального шоу «Congratulations», посвящённого пятидесятилетию конкурса песни Евровидение. За право называться лучшей песней за всю историю конкурса боролись четырнадцать композиций. Песня Франс Галль и Сержа Генсбура набрала 37 баллов и заняла последнее место.

## Каверы и версии на других языках
Песня стала настолько успешной, что Франс Галль записала немецкую, итальянскую и даже японскую версию песни:
- Немецкая версия: «Das war eine schöne Party» (рус. Это была прекрасная вечеринка).
- Итальянская версия: «Io Sì, Tu No» (рус. Я — да, ты — нет).
- Японская версия: «夢みるシャンソン人形» (рус. Мечтающая поющая кукла).

Версии на остальных языках были записаны другими исполнителями:
- Английская версия: Твинкл «A Lonely Singing Doll» (рус. Поющая одинокая кукла).
- Венгерская версия: Мария Тольди «Viaszbaba» (рус. Восковая кукла).
- Датская версия: Гитте Хенинг: «Lille Dukke» (рус. Маленькая кукла).
- Испанская версия: Карина «Muñeca de Cera» (рус. Восковая кукла).
- Русская версия: Муслим Магомаев «Кукла восковая», автор текста — Леонид Дербенёв[36].
- Финская версия: Ритва Палукка «Vahanukke, Laulava Nukke» (рус. Поющая восковая кукла).
- Шведская версия: Лилль-Бабс «Det Kan Väl Inte Jag Rå För» (рус. Я действительно не могу с собой ничего поделать).

Кавер-версии песни были записаны немецкой futurepop-группой Welle: Erdball, немецкой панк-рок-группой Wizo, бельгийской поп-певицей Ким Кэй, британской инди-поп группой Belle & Sebastian, швейцарской рок-группой Hillbilly Moon Explosion, канадской инди-рок-группой
Arcade Fire, шведской метал-группой Therion, французской поп-певицей Дженифер, немецкой рок-группой Vibravoid и другими, менее известными исполнителями.

## Список композиций
| №                   | Название                        | Текст песни         | Музыка              | Длительность |
| ------------------- | ------------------------------- | ------------------- | ------------------- | ------------ |
| 1.                  | «Poupée de cire, poupée de son» | Серж Генсбур        | Серж Генсбур        | 2:30         |
| 2.                  | «Le coeur qui jazze»            | Роберт Галль        | Ален Горагер        | 2:47         |
| Общая длительность: | Общая длительность:             | Общая длительность: | Общая длительность: | 5:17         |

## Позиции в чартах
| Чарт (1965)                   | Высшая позиция |
| ----------------------------- | -------------- |
| Flemish Belgium Singles Chart | 4              |
| West-Germany Singles Chart    | 3              |
| French-Canada Singles Chart   | 1              |
| Luxembourg Singles Chart      | 3              |
| Dutch Singles Chart           | 5              |
| Norway Singles Chart          | 1              |
| Singapore Singles Chart       | 7              |
| Finnish Singles Chart         | 5              |
| French Singles Chart          | 1              |
| Japanese Singles Chart        | 6              |
| Walloon Singles Chart         | 6              |

Версия Дженифер
| Чарт (2013)        | Высшая позиция |
| ------------------ | -------------- |
| SNEP               | 21             |
| Ultratop (Flemish) | 16             |
| Ultratop (Walloon) | 9              |

Версия Ким Кэй
| Чарт (2013)        | Высшая позиция |
| ------------------ | -------------- |
| SNEP               | 30             |
| Ultratop (Flemish) | 23             |